# Rhyacophila ebria
Rhyacophila ebria är en nattsländeart som beskrevs av Donald G. Denning 1949. Rhyacophila ebria ingår i släktet Rhyacophila och familjen rovnattsländor. Inga underarter finns listade i Catalogue of Life.